# Whites Off Earth Now!!
Whites Off Earth Now!! — дебютный альбом канадской альт-кантри группы, изданный в 1986 году на собственном лейбле — Latent Recordings.

## Об альбоме
Материал к пластинке полностью состоит из перепетых песен (в основном блюзовых) других музыкантов кроме одной собственной «Take Me». Альбом был записан без сведения с использованием одного микрофона.

## Список композиций
| №  | Название                                  | Автор(ы)               | Длительность |
| -- | ----------------------------------------- | ---------------------- | ------------ |
| 1. | «Shining Moon»                            | Lightning Hopkins      | 4:03         |
| 2. | «State Trooper»                           | Брюс Спрингстин        | 4:25         |
| 3. | «Me and the Devil»                        | Роберт Джонсон         | 4:21         |
| 4. | «Decoration Day»                          | Джон Ли Хукер          | 3:53         |
| 5. | «Baby Please Don’t Go»                    | Биг Джо Уильямс        | 5:03         |
| 6. | «I’ll Never Get Out of These Blues Alive» | Джон Ли Хукер          | 6:23         |
| 7. | «Take Me»                                 | Марго и Майкл Тимминсы | 2:29         |
| 8. | «Forgive Me»                              | Джон Ли Хукер          | 5:25         |
| 9. | «Crossroads»                              | Роберт Джонсон         | 6:18         |

## Участники записи
- Марго Тимминс — вокал
- Майкл Тимминс — гитара
- Алан Энтон — бас-гитара
- Питер Тимминс — барабаны